# ماريانا فيبر
ماريانا فيبر (بالألمانية: Marianne Schnitger )‏ (و. 1870 – 1954 م) هي سياسية، وكاتِبة، ومؤرخة قانونية، وعالمة اجتماع ألمانية، وزوجة عالم الاجتماع والاقتصاد ماكس فيبر، ولدت في أورلينغهاوزن، توفيت في هايدلبرغ، عن عمر يناهز 84 عاماً.

## حياتها

### طفولتها، 187-1893
وُلدت ماريانا شنيتجر في 2 أغسطس عام 1870 في أورلينغهاوزن للطبيب إدوارد شنيتجر وزوجته آنا فيبر، والدتها هي ابنة رجل أعمال بارز في أورلينغهاوزن كارل فيبر. بعد وفاة والدتها في عام 1873، انتقلت إلى ليمجو وتولت جدتها وعمتها على مدار الأربعة عشر عاماً مسؤولية تنشئتها. خلال هذا الوقت، أصيب والدها وشقيقاه بالجنون وأُرسلوا إلى مصحة نفسية. عندما بلغت ماريانا 16 عاماً، أرسلها كارل فيبر إلى مدارس فيشينغ العصرية في ليمجو وهانوفر، تخرجت منها عندما كانت في التاسعة عشرة من عمرها. بعد وفاة جدتها في عام 1889، عاشت عدة سنوات مع أخت والدتها، الوين، في أورلينغهاوزن.
في عام 1891، بدأت ماريانا في قضاء بعض الوقت مع شارلوتنبورغ فيبرز، أبوه ماكس جي آر، ووالدته هيلين. أصبحت قريبة جداً من هيلين، التي كانت تشير إليها على أنها «غير مدركة لجمالها الداخلي». في عام 1893، تزوجت هي وماكس فيبر في أورلينغهاوزن وانتقلا إلى شقتهما الخاصة في برلين.

### زواجها 1893 - 1920
خلال السنوات القليلة الأولى من زواجهما، درس ماكس في برلين، ثم في عام 1894 درس في جامعة هايدلبرغ. خلال هذا الوقت، تابعت ماريانا دراساتها الخاصة. بعد انتقالها إلى فرايبورغ في عام 1894، درست مع الفيلسوف الكانتيني الجديد، هاينريش ريكيرت. بدأت أيضاً في الانخراط في الحركة النسائية بعد الاستماع إلى متحدثات نسويات بارزات في مؤتمر سياسي عام 1895. في عام 1896، في هايدلبرغ، شاركت في تأسيس مجتمع لتداول الفكر النسوي. وعملت مع ماكس لرفع مستوى الطالبات الملتحقات بالجامعة.
في عام 1898، تعرض ماكس للانهيار النفسي، ولربما حدث هذا بعد وفاة والده الذي وافته المنية بعد فترة وجيزة من مواجهته فيما يتعلق بإساءة معاملة هيلين. بين عامي 1898 و1904، انسحب ماكس من الحياة العامة، متجهاً إلى المصحات العقلية والخروج منها، وسافر قسرياً واستقال من منصبه البارز في جامعة هايدلبرغ. خلال هذا الوقت، انعكست الأدوار إلى حد ما. أثناء تعافي ماكس واستراحته في المنزل، حضرت ماريانا الاجتماعات السياسية، وأحيانًا حتى وقت متأخر من الليل، ونشرت كتابها الأول عام 1900 «اشتراكية فيشت وعلاقته بالمذهب الماركسي». 
في عام 1904، قام آل فيبر بجولة في أمريكا. في أمريكا، التقت ماريانا كُلاً من جين آدمز وفلورنس كيلي، كنّ نسويات ومصلحات سياسيات نشطات. وخلال تلك السنة، عاد ماكس لجوه العام، لينشر -من بين أشياء أخرى- «الأخلاق البروتستانتية والروح الرأسمالية». واصلت ماريانا منحتها الدراسية الخاصة، ونشرت في عام 1907 عملها التاريخي «زوجة وأم في تطور القانون».
في عام 1907، توفي كارل فيبر، وترك ما يكفي من المال لحفيدته ماريانا فيبر للعيش بشكل مريح. خلال هذا الوقت، أنشأت ماريانا لأول مرة صالونها الأدبي الفكري. بين عام 1907 وبداية الحرب العالمية الأولى، استمتعت ماريان بوضعها كمفكرة وباحثة عندما نشرت «مسألة الطلاق» (1909)، «السلطة والحكم الذاتي في الزواج» (1912) و«حول تقييم الأعمال المنزلية»(1912)، و«المرأة والثقافة الموضوعية»(1913). بينما قدم فيبر مظهرًا خارجيًا متآلفًا في الحياة العامة، فدافع عن زوجته ضد منتقديها الأكاديميين، وأقام علاقة مع إلس جافي، التي كانت صديقة مشترك لهما.
في عام 1914، اندلعت الحرب العالمية الأولى. بينما كان ماكس منشغلاً في نشر دراسته متعددة الأجزاء عن الدين، والمحاضرة، وتنظيم المستشفيات العسكرية، عمل مستشاراً في مفاوضات السلام وترشح للمناصب في جمهورية فايمار الجديدة، نشرت ماريانا العديد من الأعمال، من بينها: «المرأة الجديدة» (1914)، «المثل الأعلى للزواج» (1914)، «الحرب كمشكلة أخلاقية» (1916)، «تغير أنواع النساء الجامعيات» (1917)، «القوى التي تشكل الحياة الجنسية» (1919) «المهام الثقافية» (1919).
في عام 1918، أصبحت ماريانا فيبر عضواً في الحزب الديمقراطي الألماني، وبعد ذلك بوقت قصير، كانت أول امرأة تُنتخب مندوبة في البرلمان الفيدرالي عن ولاية بادن. أيضاً في عام 1919، تولت دور رئيسة رابطة جمعيات المرأة الألمانية، وهو مكتب شغلته حتى عام 1923. أيضاً في عام 1920، قامت أخت ماكس ليلي بالانتحار فجأة، فقام ماكس ومريانا بتبني أطفالها الأربعة. بعد ذلك بفترة قصيرة، أصيب ماكس فيبر بالتهاب رئوي وتوفي فجأة في 14 يونيو 1920، تاركاً ماريانا أرملة مع أربعة أطفال مسؤولة عن تربيتهم.

### الترمّل، 1920-1954
بعد وفاة ماكس المفاجئ، انسحبت ماريانا من الحياة العامة والاجتماعية، دفعتها مواردها المادية والنفسية إلى إعداد عشرة مجلدات من كتاب زوجها للنشر. في عام 1924، حصلت على درجة الدكتوراه الفخرية من جامعة هايدلبرغ، وذلك بسبب عملها في تحرير ونشر عمل ماكس وكذلك لمنحتها الدراسية الخاصة. بين عامي 1923 و1926، عملت فيبر على ماكس فيبر (ماكس فيبر: السيرة الذاتية)، والتي نشرت في عام 1926. أيضاً في عام 1926، أعادت تأسيس صالونها الأسبوعي، ودخلت في مرحلة الخطابة التي تحدثت فيها مع جماهير وصل عددهم إلى 5000. خلال هذه المرحلة، واصلت تربية أطفال ليلي بمساعدة مجموعة متماسكة من الأصدقاء.

#### ماريان فيبر في ألمانيا النازية
انتهت مسيرة فيبر كمتحدثة نسوية عامة بشكل مفاجئ في عام 1935 وذلك عندما قام هتلر بحل رابطة الجمعيات النسائية الألمانية. خلال فترة النظام النازي حتى احتلال  ألمانيا من قبل قوات التحالف في عام 1945، كانت تعقد صالوناً بشكل أسبوعي. على الرغم من أن الانتقادات للفظائع التي ارتكبتها النازية كانت ضمنية في بعض الأحيان، فقد قالت للصحفي هاورد بيكر في عام 1945: «لقد حصرنا أنفسنا في الموضوعات الفلسفية والدينية والجمالية، ما جعل نقدنا للنظام النازي بين الخطوط، كما كان». ومع ذلك، زعمت فيبر أنها كانت تعرف الأشخاص الذين شاركوا في مؤامرة يوليو.
واصلت فيبر الكتابة خلال هذا الوقت، ونشرت «المرأة والحب» في عام 1935 و«الحياة المحققة» في عام 1942.

#### الحياة اللاحقة
في 12 مارس عام 1954، توفيت فيبر في هايدلبرغ، في ألمانيا الغربية آنذاك.

## العمل

### المواضيع
كان أساس علم اجتماع فيبر هو المرأة في المجتمع الأبوي. كتبت عن تجارب النساء الألمان في عصرها، وكثير منهم دخلوا سوق العمل لأول مرة. أدى هذا التعرّض الجديد للنساء إلى العالم الخارجي إلى تغيير ديناميكيات القوة القائمة على النوع الاجتماعي داخل الأسرة. أنشأ الذكور تحت الهيمنة الذكورية مؤسسات القانون والدين والتاريخ والاقتصاد وجعلوا منها إطاراً لحياة النساء اللاتي يعانين نتيجة استقلالهن الذاتي. شعرت فيبر أيضاً أنه يمكن استخدام إطار الزواج وهياكله كدراسة حالة للمجتمع الأوسع، كالزواج ومصير النساء المتزوجات، وهو أمر أساسي في حياة النساء، ويمكن رؤيته عبر الطيف: القانون والدين والتاريخ والاقتصاد. وأقرت بأنه على الرغم من أن الزواج يمكن أن يحد من حياة النساء، إلا أنه يمكن أن يكون أيضاً شكلاً من أشكال حماية المرأة، ما يؤدي إلى تقويض «القوة الوحشية للرجال بعقود».
عملت فيبر في عام 1907 على «الزوجة والأم في تطوير القانون»، وكرست نفسها لتحليل مؤسسة الزواج. كان استنتاجها أن الزواج هو «مفاوضات معقدة ومستمرة حول السلطة والحميمية، حيث يكون المال والعمل النسائي والجنس قضايا رئيسية».
كان هناك موضوع آخر في عملها هو أن عمل المرأة يمكن أن يستخدَم لرسم خرائط وشرح بناء وتكاثر الشخص الاجتماعي والعالم الاجتماعي. يخلق العمل الإنساني منتجات ثقافية تتراوح من القيم الصغيرة اليومية مثل النظافة والصدق إلى الظواهر الأكبر والأكثر تجريداً مثل الفلسفة واللغة. بين الحدين، تقع منطقة متوسطة شاسعة غير مستكشفة تدعى «الأرض الوسطى للحياة اليومية المباشرة»، والتي يكون فيها للنساء جزء كبير بصفتهن القائمين على تربية الأطفال ورعايتهم والجهات الفاعلة الاقتصادية اليومية في الأسرة. هذه الأرض الوسطى هي المكان الذي يتم فيه إنشاء الذات، في أغلب الأحيان كما تجادل فيبر، وتؤثر تلك الذات على الآخرين في تصرفاتها اليومية في العالم.
تشعر فيبر أيضاً أن الصراع المستمر بين الروحي والحيواني هو ما يجعل الإنسان إنساناً وأنه بدلاً من كونه أزمة يجب حلها، يكون الصراع بين الأشكال الطبيعية والأخلاقية أساس كرامة الإنسان. هذا النضال الألفي للبشر من أجل تبعية الحياة الغريزية تحت سيطرة إرادة إنسانية حرة معنويًا هو نتاج ثقافي، والشيء الأخير هو أن فيبر تشعر أيضاً أن الاختلافات مثل الطبقة والتعليم والعمر والأيديولوجيات الأساسية، كان لها تأثير هائل على الوجود اليومي للمرأة. وترى أن هناك اختلافات عميقة ليس فقط بين النساء الريفيات والحضريات، ولكن أيضاً بين أنواع مختلفة من النساء الريفيات وأنواع مختلفة من النساء الحضريات. تميزت النساء الحضريات -اللاتي كانت فيبر واحدة منهن- ليس فقط بمهن أزواجهن ولكن أيضاً بمهنهن. داخل فئة النساء العاملات، يكون لمهن المرأة (العمل التقليدي للمرأة المقابل للنخبة: الأكاديميين والفنانين والكتاب، إلخ) تأثير يومي على أنماط الحياة اليومية والذ يؤدي إلى اختلافات في الاحتياجات وأسلوب الحياة والأيديولوجيات الشاملة.

### جورج سيميل وماريان فيبر
كان هناك نقاش حول علاقة ماكس فيبر العلمية بجورج سيميل، خاصة من حيث تأثيرها على مدرسة فرانكفورت، لكن ماريانا فيبر كانت أيضاً زميلة سيميل. بالإضافة إلى الصداقة التي استمرت أكثر من 20 عاماً، والتي تحدث فيها ماكس وسيميل وتبادلا الرسائل غالباً، كتبت فيبر رداً نقدياً على مقال سيميل عام 1911 بعنوان «النسبية والمطلق في مشكلة الجنسين»، إذ انتقدت مفهومه «العلاقات بين الجنسين». وتطرق عالما الاجتماع إلى «مسألة المرأة»، وعلى نطاق أوسع «العلاقة بين أنماط التمييز بين الجنسين والتمييز الاجتماعي والفرق بين الجنسين».

## المنشورات
- مهنة المحامية والزواج (1906)
- الزوجة والأم في تطوير القانون (1907) [28]
- السلطة والاستقلال الذاتي (1912)
- على ضوء تقييم الأعمال المنزلية (1912) [29]
- المرأة وهدف الثقافة (1913) [30]
- المرأة، الرجال والطبيعة البشرية: نقد من قبل ماريانا فيبر
- المهام الثقافية الخاصة للمرأة (1919) [31]

## روابط خارجية
- ماريانا فيبر على موقع مونزينجر (الألمانية)